# Kraji svetovne dediščine na Šrilanki
Na seznam Unescove svetovne dediščine je bilo vpisanih osem krajev iz Šrilanke in sicer: starodavno mesto Polonnaruwa (1982), starodavno mesto Sigirija (1982), zlati tempelj Dambulla (1991), staro mesto Galle in njene utrdbe (1988), sveto mesto Anuradhapura (1982), sveto mesto Kandi (1988), gozdni rezervat Sinharaja (1988) in Osrednje višavje Šrilanke (2010).

## Kandi
Sri Dalada Maligava ali Tempelj Budovega zoba je tempelj v mestu Kandi. Zgrajen je bil znotraj kraljevskega palačnega kompleksa. V njem se nahaja ostanek Budovega zoba, relikvija, ki jo častijo budisti. Relikvija je od antičnih časov igrala pomembno vlogo v lokalni politiki. Verjeli so, da ima tisti, ki drži relikvijo, upravlja državo, zaradi česar so jo stari kralji z velikim naporom zaščitili. Kandi je bilo glavno mesto singalskih kraljev od leta 1592 do leta 1815, utrjen v gorskem svetu in težko dostopen. Mesto je na seznamu svetovne dediščine Unesca tudi zaradi templja.
Menihi iz dveh poglavij Malvatte in Asgirija vsakodnevno vodijo ritualno čaščenje v notranji sobi templja. Te obrede opravljajo trikrat na dan: ob zori, opoldne in zvečer.
Ob sredah je simbolično kopanje svete relikvije z zeliščnim pripravkom, izdelanim iz dišeče vode in očarljivega cvetja, imenovanega Nanumura Mangallaya. Verjamejo, da ta sveta voda vsebuje zdravilne moči in je razdeljena med prisotne.
Tempelj je v preteklosti utrpel škodo zaradi večkratnih bombnih napadov teroristov, vendar je bil vsakokrat popolnoma obnovljen.

## Sigirija
Sigirija, ki jo nekateri štejejo kot osmo čudo sveta, je sestavljena iz starodavnega gradu, ki ga je uporabljal kralj Kashyapa v 5. stoletju. Na mestu Sigirija so ostanki zgornje Nebeške palače, ki se nahaja na ravnem vrhu skale, terasa na srednjem nivoju z Levjimi vrati, zid ogledal in freske, spodnja palača, ki se drži pobočja pod skalo in jarki, zidovi in vrtovi, ki se razprostirajo na nekaj sto metrih od dna skale.
Lokacija je tako palača kot trdnjava. Obiskovalec dobi vpogled v iznajdljivost in ustvarjalnost njenih graditeljev.
Zgornja palača na vrhu skale vsebuje vodnjake vrezane v skalo, ki še vedno zadržujejo vodo. Jarki in zidovi, ki obdajajo spodnjo palačo, so še vedno lepo vidni.

## Anuradhapura
Anuradhapura, (අනුරාධපුර v singalščini), je prva starodavna prestolnica Šrilanke, ki je obstajala najdlje kot prestolnica države. Pomembna je domačinom za religijo, zgodovino in kulturo ter svetovno znana po svojih dobro ohranjenih ruševinah velike šrilanške civilizacije. Civilizacija, ki je bila zgrajena na tem mestu, je bila ena največjih civilizacij Azije in sveta. Mesto, ki je zdaj na seznamu Unescove dediščine leži 205 km severno od Kolomba v Severni osrednji pokrajini Šrilanke, na bregovih zgodovinske reke Malwathu Ova. Ustanovljena v 4. stoletju pr. n. št., je bila glavno mesto kraljestva do začetka 11. stoletja. V tem obdobju je bila eno najbolj stabilnih in trajnih središč politične moči in mestnega življenja v Južni Aziji. Bila je tudi bogato mesto, ki je ustvarilo edinstveno kulturo in veliko civilizacijo. Danes je to starodavno mesto, ki je sveto za budistični svet, katere okoliški samostani pokrivajo površino več kot 40 km² in je eno od najpomembnejših arheoloških najdišč na svetu.

## Galle
Galle (/ ɡɔːl /; singalsko ගාල්ල, [ɡaːlːə], tamilsko காலி) je mesto, ki se nahaja na jugozahodnem delu Šrilanke, 119 km od Kolomba. Galle je bil znan kot Gimhathiththa (čeprav se Ibn Batuta v 14. stoletju nanaša nanj kot Qali) pred prihodom Portugalcev v 16. stoletju, ko je bilo glavno pristanišče na otoku. Galle je dosegel vrhunec razvoja v 18. stoletju, pred prihodom Britancev, ki so razvili pristanišče v Kolombu.
26. decembra 2004 na božični dan, je mesto opustošil ogromen cunami, ki ga je povzročil potres v Indijskem oceanu, ki se je zgodil tisoč kilometrov stran ob obali Indonezije. Tisoče je bilo ubitih samo v mestu.

## Polonnaruwa
Drugo najstarejšo kraljestvo Šrilanke je  Polonnaruwo prvič razglasil za glavno mesto kralj Vijayabahu I., ki je leta 1070 porazil Čolske osvajalce in ponovno združil državo pod lokalnim voditeljem. Vijayabahujeva zmaga in premik kraljestva v bolj strateško Polonnaruwo je bil pomemben, vendar je pravi junak Polonnaruwe iz zgodovinskih knjig pravzaprav njegov vnuk, Parakramabahu I. Mesto Polonnaruwa se je imenovalo tudi Jananathamangalam v času kratke Čolske vladavine.
Razen njegovega neposrednega naslednika, Nissankamalla I., so bili vsi drugi monarhi Polonnaruwe rahlo šibki in bili nagnjeni k izbiri bitk na svojem dvoru. Prav tako so nadaljevali z oblikovanjem bolj intimnih zakonskih zvez z močnejšimi južnoindijskimi kraljestvi, dokler te zakonske povezave niso nadomestile lokalne kraljeve linije in povzročile invazijo Kalinge s kraljem Maghom leta 1214 in morebiten prenos moči v roke pandijanskega kralja po invaziji Arye Chakrawarthi na Šrilanko leta 1284. Prestolnica je bila nato premeščena v Dambadeniyo.
Danes starodavno mesto Polonnaruwa ostaja eno najbolje načrtovanih arheoloških lokacij v državi, ki priča o disciplini in veličini prvih kraljevskih vladarjev.

## Jamski tempelj Dambulla
Jamski tempelj Dambulla (znan tudi kot Zlati tempelj Dambula) je na seznamu svetovne dediščine od leta 1991 in se nahaja v osrednjem delu države. Ta lokacija leži 148 km vzhodno od Kolomba in 72 km severno od Kandija. Je največji in najbolje ohranjen jamski kompleks templjeb na Šrilanki. Skalni stolpi štrlijo 160 m visoko po okoliških ravnicah. V okolici je več kot 80 dokumentiranih jam. Glavne zanimivosti so razporejene v 5 jamah, ki vsebujejo kipe in slike. Te slike in kipi so povezani z Budo in njegovim življenjem. Obstaja skupno 153 kipov Buda, 3 kipi šrilanških kraljev in 4 kipi bogov in boginj. V četrti sta dva kipa hindujskih bogov, bog Višnu in bog Ganeš. Murali pokrivajo površino 2100 kvadratnih metrov. Na stenah jame so upodobljene Budova skušnjava demona Mara in Budova prva pridiga.

## Gozdni rezervat Sinharaja
Gozdni rezervat Sinharaja je narodni park. Je mednarodnega pomena in je bil leta 1978 imenovan za biosferni rezervat in je od leta 1989 na seznamu svetovne dediščine Unesca.
Hriboviti deviški deževni gozd, del ekoregije šrilanškega nižinskega deževnega gozda, je bil rešen pred komercialno sečnjo zaradi nedostopnosti. Ime rezervata je prevedeno kot Kraljestvo leva.
Rezervat meri le 21 km od vzhoda proti zahodu in največ 7 km od severa do juga, vendar je zakladnica endemičnih vrst, vključno z drevesi, insekti, dvoživkami, plazilci, ptiči in sesalci.
Zaradi goste vegetacije divje živali niso tako enostavno vidne kot v narodnih parkih suhe cone, kot je Narodni park Yala. Slonov ni, le okoli 15 pa je redko videnih leopardov. Najpogostejši večji sesalec je endemičnii langur (Trachypithecus vetulus).

## Osrednje višavje Šrilanke
Ta lokacija obsega naravni rezervat divjine Sri Pada, narodni park Horton Plains in zaščiteni gozd Knuckles. Osrednje visokogorje je bilo vpisano na seznam leta 2010 in se je uvrstilo zaradi svoje biotske raznovrstnosti.